# Gremlins (film)
Gremlins is een Amerikaanse horror-komediefilm uit 1984. De film werd geregisseerd door Joe Dante. Het scenario werd geschreven door Chris Columbus. Hoofdrollen werden vertolkt door Zach Galligan, Phoebe Cates, Hoyt Axton, Frances Lee McCain en Dick Miller. Uitvoerend producent was Steven Spielberg.
De film was een succes en kreeg in 1990 een vervolg getiteld Gremlins 2: The New Batch. Beide films brachten een grote reclamecampagne met zich mee. De film werd bekritiseerd vanwege enkele van de gewelddadige scènes. Om die reden werd het filmratingsysteem van de Motion Picture Association of America aangepast.

## Verhaal
Randall "Rand" Peltzer loopt door Chinatown in New York om zijn eigen uitvindingen te verkopen en een kerstcadeau te kopen voor zijn zoon Billy. Een Chinese jongen neemt Randall mee naar de winkel van zijn grootvader, waar Randalls oog meteen valt op een klein harig wezentje, een mogwai (wat Chinees is voor "kwaadaardige geest"). Mr. Wing, de grootvader van de jongen, weigert de Mogwai te verkopen, zelfs nadat Randall 200 dollar biedt. Wings familie heeft het geld hard nodig, maar Wing blijft weigeren. De jongen begrijpt zijn grootvader niet, en besluit achter diens rug om de Mogwai toch te verkopen. Hij geeft Randall echter drie waarschuwingen: de Mogwai kan niet tegen fel licht, mag niet nat worden, en mag nooit eten krijgen na middernacht.
Rand noemt de Mogwai "Gizmo", en geeft hem aan Billy als huisdier. Billy is een tiener die een baantje heeft genomen bij een bank zodat zijn familie kan rondkomen. Hij heeft verder een hond genaamd Barney. Billy en zijn familie zijn voortdurend het slachtoffer van de rijke maar zeer arrogante oude dame Ruby Deagle. Billy heeft zelf een oogje op Kate, een collega van hem. Billy is gefascineerd door Gizmo, die zeer intelligent blijkt te zijn. Hij is ook zeer beleefd en gemanierd. Het gaat fout wanneer een van Billy's vrienden per ongeluk water over Gizmo morst. Het water maakt dat Gizmo zich vermenigvuldigt.
Deze Gizmo-kopieën zijn echter een stuk minder gemanierd. Ze worden aangevoerd door een Mogwai met een witte strook haar op zijn hoofd en rug, die de naam Stripe draagt. Daarnaast laat Billy Gizmo zien aan zijn biologieleraar, en kloont Gizmo nogmaals (6de Mogwai). De leraar neemt hem wat bloed af, wat hij niet leuk vindt. Uiteindelijk krijgen de Mogwai, met uitzondering van Gizmo, eten na middernacht. Door dit eten verpoppen ze zich en veranderen in groene, haarloze monsters, Gremlins. Op Billy's school verpopt de zesde mogwai zich eveneens omdat hij na middernacht een boterham heeft gestolen.  Deze Gremlin vermoordt de biologieleraar omdat deze bloed had afgenomen.
Billy's moeder, die alleen thuis is, komt als eerste met de vijf Gremlins in aanraking. Ze verslaat hen een voor een: ze doodt een Gremlin in de blender, steekt er een neer met een mes, en stopt er een in de magnetron. De vierde Gremlin is haar te snel af, maar wordt door Billy onthoofd. Daarmee is er nog maar een Gremlin over: Stripe. Stripe ontsnapt en duikt in een zwembad. Hierdoor vermenigvuldigt hij zich tot een Gremlinleger.
De Gremlins veroorzaken overal in de stad chaos. Ze doden onder andere de oude huurbazin Deagle. Billy en Kate proberen de Gremlins tegen te houden, maar zonder succes. Tot hun verbazing trekken alle Gremlins zich opeens terug naar de lokale bioscoop. Ze lijken gefascineerd te zijn door de film Sneeuwwitje en zitten allemaal in de zaal naar de film te kijken. Billy en Kate steken de bioscoop in brand en doden zo alle Gremlins in een keer.
Alleen Stripe was niet in de bioscoop en overleeft derhalve de aanslag. Billy en Kate achtervolgen hem naar een winkel, waar Stripe probeert in een fontein te springen. Uiteindelijk verslaat Gizmo hem door een gordijn te openen zodat Stripe door het zonlicht wordt gedood en wegsmelt.
Aan het eind van de film arriveert Mr. Wing in het stadje om Gizmo terug te halen. Volgens hem is de westerse wereld nog niet klaar om goed voor de Mogwai te zorgen en Randall die de Mogwai tv heeft leren kijken al helemaal niet. Billy is misschien wel op een dag klaar voor Gizmo, en tot dat moment zal de Mogwai wachten.

## Rolverdeling
| Acteur             | Personage                           | Opmerkingen |
| ------------------ | ----------------------------------- | ----------- |
| Zach Galligan      | Billy Peltzer                       |             |
| Phoebe Cates       | Kate Berringer                      |             |
| Hoyt Axton         | Randall Peltzer                     |             |
| Frances Lee McCain | Lynn Peltzer                        |             |
| Keye Luke          | Mr. Wing                            |             |
| Howie Mandel       | Gizmo                               | stemrol     |
| Polly Holliday     | Ruby Deagle                         |             |
| John Louie         | Chinese jongen                      |             |
| Dick Miller        | Murray Futterman                    |             |
| Jackie Joseph      | Sheila Futterman                    |             |
| Judge Reinhold     | Gerald Hopkins                      |             |
| Glynn Turman       | Roy Hanson                          |             |
| Corey Feldman      | Pete Fountaine                      |             |
| Edward Andrews     | Mr. Corben                          |             |
| Scott Brady        | Sheriff Frank                       |             |
| Jonathan Banks     | Hulpsheriff Brent                   |             |
| Harry Carey jr.    | Mr. Anderson                        |             |
| Frank Welker       | Streep (Stripe) / Mogwai / Gremlins | stemrol     |
| Belinda Balaski    | Mrs. Joe Harris                     |             |
| Mushroom           | Barney                              |             |

Phoebe Cates kreeg de rol van Kate, hoewel ze bekend was om gewaagdere rollen zoals Linda Barrett in Fast Times at Ridgemont High (1982).
Spielberg drong erop aan dat voor de rol van Billy voor de nog relatief onbekende acteur Zach Galligan werd gekozen, aangezien Spielberg hem perfect vond aansluiten op Cates."
In tegenstelling tot Galligan waren veel van de overige acteurs en actrices bekender. Veel van hen waren al veteranen in het vak. Rand werd gespeeld door Hoyt Axton, die altijd al de keuze van de filmmakers was geweest voor de rol. Omdat een introductiescène van Gremlins uit de film werd geknipt, kreeg Axton een extra rol als verteller op het eind van de film.

## Achtergrond

### Productie
Gremlins werd geproduceerd in een tijd dat het combineren van horror met komedie populair werd. De films Ghostbusters (die in hetzelfde jaar uitkwam) en Beetlejuice (1988) waren ook onderdeel van deze groeiende trend.
Het idee voor Gremlins ontstond in feite tijdens de Tweede Wereldoorlog, toen mechanische problemen bij wijze van spot werden toegeschreven aan kleine monsters die machines zouden saboteren. Deze gremlins, zoals ze werden genoemd, werden al snel een populair onderwerp in veel media. Zo publiceerde de kinderboekenschrijver Roald Dahl een boek getiteld The Gremlins in 1943. Dante had dit boek gelezen, en beweerde later dat dit boek hem mede geïnspireerd had tot het maken van de film.
Het verhaal van Gremlins werd geschreven door Chris Columbus. Hij kreeg volgens eigen zeggen inspiratie uit zijn loft, waar hij 's nachts weleens muizen hoorde en dit geluid in het duister "beangstigend" vond. Hij schreef het originele scenario als een "schrijfvoorbeeld" om potentiële werkgevers te laten zien dat hij talent had. Toen Spielberg dit scenario zag, was hij meteen geïnteresseerd.
Spielberg koos Dante als de regisseur omdat Dante ervaring had met horror-komedies. Zo regisseerde hij al eerder The Howling (1981). De producer was Michael Finnell, die ook al had meegewerkt aan The Howling.
Het scenario van de film onderging verschillende aanpassingen. De eerste versie was veel duisterder. Zo zou Billy's moeder omkomen in haar gevecht met de Gremlins en zou Billy's hond door de Gremlins verslonden worden. Stripe kwam in het originele scenario niet voor, en in zijn plaats zou Gizmo zelf de Gremlinleider worden. Spielberg was tegen dit plan omdat hij Gizmo "schattig" vond, en van mening was dat hij in de hele film mee moest doen als Mogwai.

### Speciale effecten
Voor de Gremlins en de Mogwai werden vooral poppen gebruikt. Ontelbaar veel rubber poppen, waarvan sommige mechanisch, werden gebruikt. Ze werden gemaakt door Chris Walas. Er was meer dan een Gizmo-pop. Voor de scènes waar Gizmo werd vastgehouden en de scènes waar hij ergens op zat werden andere poppen gebruikt. De Gizmopoppen waren kleiner dan de andere en braken sneller. Dat maakte ze lastig om mee te werken. Om wat frustratie kwijt te raken voegde de crew een extra scène toe waar de Gremlins Gizmo aan een dartbord hangen en pijltjes naar hem gooien.
De opnames vonden plaats in de backlot van Universal Studios in Californië. Om die reden moest nepsneeuw worden gebruikt. Dante vond echter dat de atmosfeer de effecten overtuigender maakte.
Een paar marionetten werden ook gebruikt. Verder werden voor de close-up-scènes veel grote mogwai-gezichten gemaakt met verschillende uitdrukkingen.
Howie Mandel deed de stem van Gizmo, en Frank Welker die van Stripe. De teksten van de poppen werden voornamelijk door de stemacteurs bedacht, gebaseerd op vooraf gefilmde handelingen van de poppen.

### Muziek
De filmmuziek werd geschreven door Jerry Goldsmith. Hiervoor won hij een Saturn Award voor beste muziek. De hoofdmuziek van de film moest het gedrag van de Gremlins weergeven. Volgens de filmmakers klonk de Gremlin Rag niet echt als horrormuziek, maar meer als circusmuziek.
In de film zingt Gizmo onder andere. Gizmo's lied werd ook geschreven door Goldsmith. Het lied werd echter niet ingezongen door Gizmo's stemacteur, maar door een meisje dat Goldsmith kende.

### Ontvangst
De reacties van critici varieerden. De meeste reacties waren positief. De film werd gezien als een satire op de westerse samenleving, en hoe afhankelijk zij is van technologie.
Een punt dat wel kritiek kreeg waren de soms gewelddadige scènes, zoals die waarin mensen en Gremlins omkomen. Ook vonden sommigen het verhaal te dun. In 2002 schreef een criticus dat de film slechte speciale effecten had en waarschijnlijk meer kinderen dan volwassenen zou aanspreken. Verder vond hij het acteren slecht.
Commercieel was de film wel een succes. De film werd gemaakt met een budget van $11.000.000, wat meer was dan Spielberg eigenlijk in gedachten had. In Amerika bracht de film $12,5 miljoen op in zijn openingsweekend. Toen de film weer uit de bioscopen verdween had hij $148.168.459 opgebracht. Dat maakte de film de op drie na succesvolste film van dat jaar. De andere drie waren Beverly Hills Cop, Ghostbusters en Indiana Jones and the Temple of Doom.
Aangezien Gremlins een internationaal publiek had werden verschillende versies gemaakt om cultuurverschillen te overbruggen.
Iets waar kijkers van de film kritiek op hadden was dat volgens de toenmalige filmrating de film veel minder gewelddadig leek dan hij eigenlijk was. Er waren gevallen van ouders die hun kinderen meenamen naar de film in de veronderstelling dat het een familiefilm was. Om die reden werd het Amerikaanse filmratingsysteem van de Motion Picture Association of America aangepast, en kwam de categorie PG-13 erbij.

### Marktstrategie
Gremlins werd al snel het middelpunt van een grote promotiecampagne. Vooral de Mogwai Gizmo was populair bij het publiek. Van hem werden onder andere poppen en knuffelbeesten gemaakt. Van zowel Gizmo als de Gremlins werden actiefiguurtjes gemaakt. Topps bracht zelfs een ruilkaartspel uit gebaseerd op de film.
De film was ook de basis voor een gelijknamige roman van George Gipe, gepubliceerd door Avon Books in juni 1984. De roman beschreef een oorsprong van de Mogwai en de Gremlins. Volgens de roman zouden de Mogwai gemaakt zijn door een wetenschapper op een andere planeet. Naar deze oorsprong werd verwezen in de tweede film.
Verschillende videospellen gebaseerd op de films werden geproduceerd. Dit waren onder andere Gremlins (1985) door Brian Howarth en Adventure Soft en Gremlins: Unleashed! (2001) voor de Game Boy in 2001.
Er waren geruchten dat de pratende pop Furby gebaseerd zou zijn op Gizmo, en dat Warner Bros om die reden een rechtszaak zou zijn begonnen. Warner Bros sprak deze geruchten tegen.

## Prijzen en nominaties
1985 Saturn Awards
5 gewonnen:
- Beste regisseur (Joe Dante)
- Beste horrorfilm
- Beste muziek (Jerry Goldsmith)
- Beste speciale effecten.
- Beste vrouwelijke bijrol (Polly Holliday)

4 nominaties:
- Beste grime
- Beste acteren door een jongere acteur (Corey Feldman).
- Beste mannelijke bijrol (Dick Miller)
- Beste scenarioschrijver (Chris Columbus)

1985 Golden Screen, Duitsland.
- 1 gewonnen.

1985 Young Artist Awards
1 gewonnen:
- Beste familiefilm-avontuur

1 nominatie:
- Beste jonge bijrol in een film, musical, komedie, avontuur of drama (Corey Feldman)

## Trivia
- Op de gevel van bioscoop in de film staan advertenties voor de films A Boy's Life en Watch the Skies, de werktitel van Spielbergs films E.T. the Extra-Terrestrial en Close Encounters of the Third Kind.
- Als Billy vanuit school zijn moeder telefonisch probeert te waarschuwen, snijdt een gremlin de telefoondraden door met de woorden 'phone home'. Deze woorden worden eveneens door E.T. in de gelijknamige film gebruikt.
- In Billy's kamer hangt een poster van de film Mad Max 2, een andere film van Warner Bros.
- George Lucas, Steven Spielberg en Jerry Goldsmith hebben cameorollen in de scène op de uitvindersbeurs waar Rand naartoe gaat in de film.